# يعقوب أبراهام
يعقوب أبراهام (بالعبرية: יעקב אברהם) (1907 - مايو 2008) هو شخصية إسرائيلية، حصل على جائزة إسرائيل لمساهمته المتميزة في العمل في عام 1977.

## حياته
ولد أبراهام في اليمن.
خلال حرب يوم الغفران قتل ابنه يوسف في معارك في مرتفعات الجولان.
في عام 1949 هاجر مع عائلته إلى دولة إسرائيل وبعد فترة في مخيم المهاجرين في روش هاعين، استقر في غديرا وبنى منزله هناك. في منتصف الخمسينيات من القرن الماضي، بدأ العمل كعامل زراعي في شركة نيتا لزراعة البساتين وكروم العنب.
في عام 1977 ، بعد 23 عامًا من العمل، حصل على جائزة إسرائيل لمساهمته الخاصة في العمل. وقال في حديث صحفي بمناسبة تسلمه الجائزة: «أحب الوظيفة. كل برتقالة مهمة لصاحب البستان وللدولة».  عملت زوجته زهرة حتى ذلك العام كرئيس عمال في شركة لفرز البذور.
استمر عمله بعد ذلك، إلى جانب زراعة منزله ودراسة فصول التوراة.
توفي أبراهام في عام 2008 عن عمر يناهز 101 عامًا. 